# Hans Rau (Politiker, 1925)
Hans Rau (* 6. Mai 1925 in Tübingen; † 6. Dezember 1995 in Hamburg) war ein deutscher Jurist und Politiker (FDP).

## Leben und Beruf
Rau bestand das Abitur 1944 am Humanistischen Gymnasium in Stuttgart und nahm dann als Soldat am Zweiten Weltkrieg teil. Bei Kriegsende geriet er in Gefangenschaft. Nach seiner Rückkehr aus der Kriegsgefangenschaft nahm er ein Studium der Rechts- und Staatswissenschaften an der Eberhard Karls Universität Tübingen auf, das er mit dem zweiten juristischen Staatsexamen beendete. Anschließend arbeitete er zunächst als Bankangestellter. Rau war von 1955 bis 1970 als wissenschaftlicher Mitarbeiter für das Max-Planck-Institut für ausländisches und internationales Privatrecht in Tübingen und Hamburg tätig. Er unternahm während dieser Zeit zahlreiche Auslandsreisen und wirkte seit den 1960er-Jahren vornehmlich als wissenschaftlicher Referent für ibero-amerikanisches Recht.

## Politik
Rau war seit 1961 Mitglied der FDP. 1970 wurde er in die Hamburgische Bürgerschaft gewählt, der er bis 1974 angehörte, wobei aufgrund einer Verfassungsänderung sein Mandat dem 19. Februar 1971 ruhte. Am 22. April 1970 wurde er in den Senat der Freien und Hansestadt Hamburg gewählt und übernahm dort die Leitung der Finanzbehörde (bis zum 31. Dezember 1970 zusammen mit Otto Hackmack (SPD), dann allein). Gemeinsam mit Reinhard Philipp übernahm er am 3. Oktober 1972 auch das Amt des Zweiten Bürgermeisters. Am 30. April 1974 schied er aus der Landesregierung aus.